# Arunachal makak
Arunchalmakak eller munzalamakak (Macaca munzala) er en makakabe, der lever i høje områder i det nordøstlige Indien. Den blev først kendt for videnskaben i 2004.
Den er navngivet efter Arunachal Pradesh-området/staten i det nordøstlige Indien.

## Ekstern henvisning
- Wikimedia Commons har flere filer relateret til Arunachal makak
- National Radio Astronomy Observatory med beskrivelse og foto

| Dyr | Spire Denne artikel om dyr er en spire som bør udbygges. Du er velkommen til at hjælpe Wikipedia ved at udvide den. |